# حفاری (فیلم ۲۰۲۲)
حفاری (به انگلیسی: Dig) یک فیلم دلهره‌آور و اکشن آمریکایی به کارگردانی کی. آشر لوین بر اساس فیلمنامه‌ای از بانیپال و بنهور آبلاخاد است. در این فیلم توماس جین، دخترش هارلو جین، امیل هرش و لیانا لیبراتو به ایفای نقش پرداخته‌اند.

## داستان
فیلم در مورد پدر و دختری می‌باشد که خانه‌شان در حال تخریب است. در این میان آن‌ها توسط یک زوج خطرناک که به دنبال اموال پنهان در خانه آن‌ها هستند، گروگان گرفته می‌شوند. حال این پدر و دختر با هم متحد شده تا از چنگال اسیرکنندگان خود فرار کنند اما…

## تولید
در ابتدا قرار بود فیلمبرداری اواخر آوریل ۲۰۲۱ در البوکرکی، نیومکزیکو آغاز شود. در ۲۰ آوریل ۲۰۲۱، اعلام شد که فیلمبرداری در لاس کروسس، نیومکزیکو و شهرستان دونیا آنا، نیومکزیکو آغاز شده‌است.

## انتشار
این فیلم در ۲۳ سپتامبر ۲۰۲۲ در سینماها و در ویدئو به‌درخواست منتشر شد.